# 奧波奇諾 (赫拉德茨-克拉洛韋州)

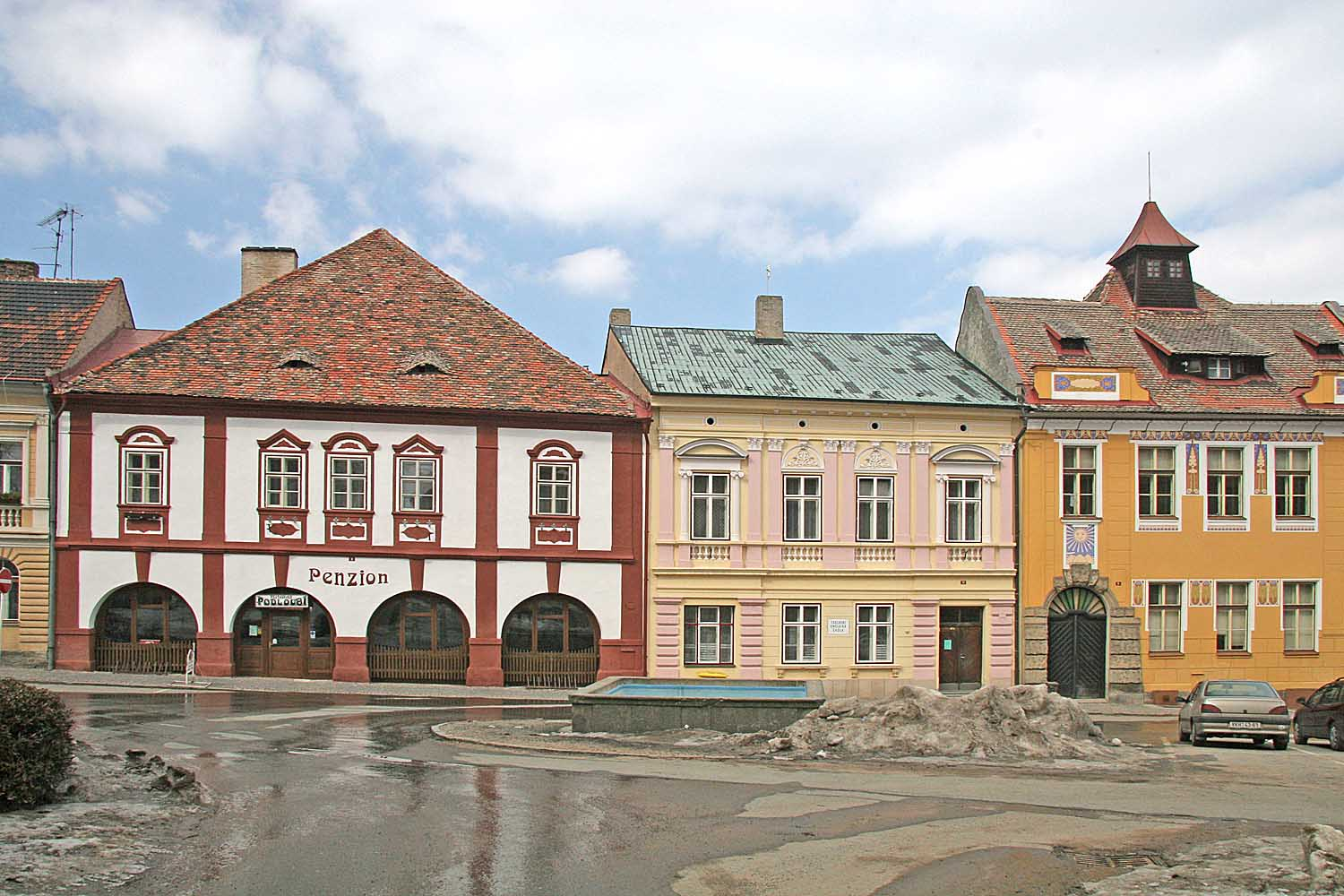

奧波奇諾是捷克的城鎮，位於該國北部，由赫拉德茨-克拉洛韋州負責管轄，面積14.01平方公里，海拔高度292米，該地區自青銅時代晚期有人類居住，2006年人口3,224。

## 外部連結
- Municipal website